# Puče moj 10
Puče moj 10, hrvatski album duhovne glazbe iz 2014. godine. Sadrži korizmene pučke napjeve iz Dalmacije. Snimljen je uživo u konkatedrali sv. Petra 14. travnja 2014. godine. Snimljene su izvedbe koje su izveli zborovi: Zbor Vranjic, Zbor Tugare, Zbor Kučine, Zbor Stobreč, Zbor Krilo Jesenice, Zbor Slatine, Zbor Kamen, Zbor Veli Varoš, Zbor Kaštel Lukšić, Zbor Vinišće, Zbor Trilj, Zbor Mravince.